# Kultura s východní lineární keramikou
Kultura s východní lineární keramikou (v Maďarsku nazývaná kultura s alföldskou lineární keramikou nebo kultura s alföldskou pruhovou keramikou, v Rumunsku i ciumeştská kultura) byla neolitická kultura ve střední Evropě, součást kultury s lineární keramikou v širším smyslu. Rozšířena byla ve východním Maďarsku, přilehlém Srbsku, v rumunském Sedmihradsku, na východním Slovensku a Podkarpatské Rusi.

## Charakteristika kultury s východní lineární keramikou
Východní lineární keramika se od západní odlišuje širším keramickým inventářem odlišného vzoru a pestřejší škálou výzdobných motivů (převažuje vlnovka, lalokovité a elipsovité útvary, spirála a meandr).
Patří do ní například:
- protolineární keramika
- gemerská lineární keramika
- szakálhátská skupina
- skupina Barca III.
- skupina Kopčany
- szilmegská skupina
- esztárská skupina
- skupina Tiszadob-Kapušany
- skupina (Velké) Raškovce (dříve skupina Sátorajaújhely)

Navazuje na ni bukovohorská kultura.

## Kultura s východní lineární keramikou na Slovensku
Kultura s východní lineární keramikou se vyskytovala na východním Slovensku (kromě Spiše) v době 5700 př. Kr. – 5 000 př. Kr. (starší datace 5000 – 4300 př. Kr.).
Obdoba starší lineární keramiky na západním Slovensku na východě časově odpovídá tzv. stupeň s protolineární keramikou. Období mladší lineární keramiky na západním Slovensku na východě časově odpovídají starší stupeň s lineární keramikou (skupina Barca III, skupina Kopčany) a později střední a mladší stupeň s lineární keramikou (gemerská lineární keramika, skupina Tiszadob a skupina Raškovce).
Nejstarší neolitické osídlení východního Slovenska (protolineární keramika) je zejména v lokalitách Košice – Červený rak (výrobně – hospodářský objekt, nálezy patřící do skupiny Mehtélek, což je okrajový projev starčevsko-krišské kultury) a Slavkovce (nálezy patřící do skupiny Szatmár). V období starého stupně byla ještě osídlena jen Východoslovenská nížina (skupina Kopčany, vyznačující se zejména černě malovaným ornamentem) a Košická kotlina (Barca III, vyznačující se převládající rytou výzdobou).
V období mladšího stupně již byly všechny hlavní regiony východního Slovenska (Gemer, Košická kotlina, Šarišské podolie, Východoslovenská nížina) rovnoměrně osídleny. Skupina Kopčany se transformovala na skupinu Raškovce (k černé barvě přibyla červená, malování je jemnější, motivy na keramice už předznamenávají bukovohorskou kulturu) a skupina Barca III na skupinu Tiszadob (s jemnějším rytím).